# 金仁燮
金仁燮（中国朝鲜语：／，1940年12月—2008年10月2日），朝鲜族，吉林省延吉市人，中国人民解放军中将，第九届全国人大代表，第十届全国政协委员。:117-118

## 生平
1940年12月出生于吉林省延吉县长安镇（今图们市长安镇），1958年3月 应征入伍，当过战士、排长、参谋，后担任副团长兼参谋长、师参谋长、师长等职。1986年10月，任某集团军副军长。1990年1月调任武警部队参谋长。1994年4月，出任天津警备区司令员。1998年3月，调任到成都军区，担任过参谋长、副司令员。1998年7月，被授予中将军衔:117。2008年，因病在北京逝世:118。